# Insulisina
La insulisina (EC 3.4.24.56 3.4.24.56) (También llamada insulinasa, enzima degradante de insulina, insulina proteasa, insulina proteinasa, insulina-glucagón proteasa, metaloinsulinasa, IDE) es una enzima. Esta enzima cataliza la reacción de degradación de insulina, glucagón y otros polipéptidos.
Esta enzima citosólica está presente en mamíferos y en muchos artrópodos como la mosca Drosophila melanogaster.